# Christijan Albers
Christijan Albers, född 16 april 1979 i Eindhoven, är en nederländsk racerförare. Albers var den förste nederländaren som körde för ett nederländskt formel 1-stall. Albers är gift med Liselore Kooijman och tillsammans har den en son, Christijan Junior Frans, född 7 augusti 2009.

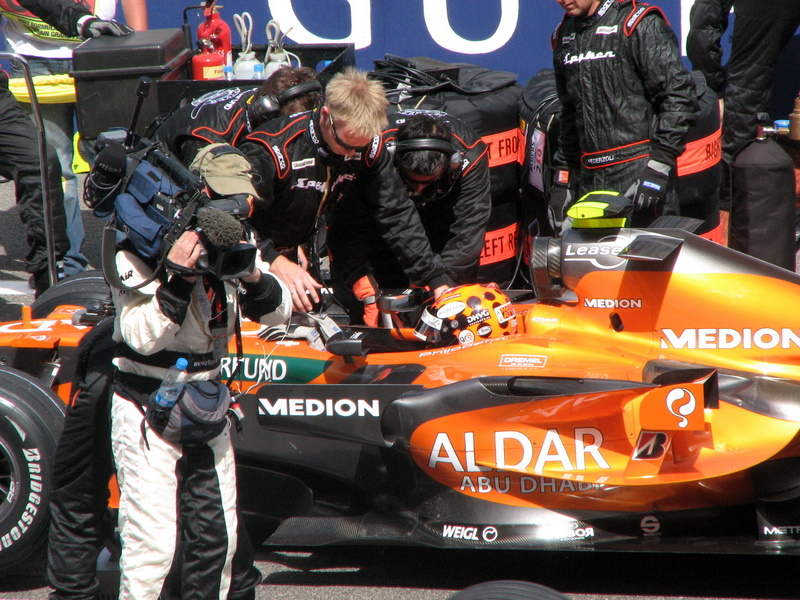
Christijan Albers i Spyker i.

## Racingkarriär
Albers har tidigare med framgång kört karting, formel Ford, formel 3, formel 3000 och DTM. Albers var också testförare i formel 1-stallet Minardi och debuterade som försteförare i det stallet i Australiens Grand Prix 2005. Han var tidigare försteförare i MF1 Racing som hösten 2006 köptes av den nederländska biltillverkaren Spyker. Albers var försteförare i Spyker F1 i de nio första loppen säsongen 2007 varefter han ersattes, då han en av hans personliga sponsorer inte betalat, av debutanten Markus Winkelhock och därefter av Sakon Yamamoto. 
Albers kör numera i DTM för Futurecom TME. 

## F1-karriär
| Säsong                | Stall/Tillverkare     | Placering             | Lopp | Poäng | Etta | Tvåa | Trea | Pole | Varv |
| --------------------- | --------------------- | --------------------- | ---- | ----- | ---- | ---- | ---- | ---- | ---- |
| 2005                  | Minardi-Cosworth      | 19                    | 19   | 4     |      |      |      |      |      |
| 2006                  | MF1-Toyota            | -                     | 15   |       |      |      |      |      |      |
| 2007                  | Spyker-Ferrari        | 25                    | 9    |       |      |      |      |      |      |
| Sammanlagt 3 säsonger | Sammanlagt 3 säsonger | Sammanlagt 3 säsonger | 46   | 4     | 0    | 0    | 0    | 0    | 0    |